# Іон Ніколаєску
Іон Ніколаєску (рум. Ion Nicolaescu, нар. 7 вересня 1998, Кишинів) — молдовський футболіст, нападник клубу «Маккабі» (Тель-Авів).

## Клубна кар'єра
У дорослому футболі дебютував 2016 року виступами за команду «Зімбру» Б, в якій провів один сезон, взявши участь у 37 матчах чемпіонату. Більшість часу, проведеного у складі У складі, був основним гравцем атакувальної ланки команди. У складі був одним з головних бомбардирів команди, маючи середню результативність на рівні 0,35 голу за гру першості.
З 2016 року також залучався до матчів основної команди «Зімбру». Протягом двох сезонів відіграв за основу кишинівського клубу 25 матчів.
2018 року перебрався до Білорусі, уклавши контракт із солігорським «Шахтарем». У новій команді мав проблеми з ігровим часом, тож у січні 2020 року був відданий в оренду до «Вітебська». У чемпіонаті Білорусі за вітебську команду відіграв у 18 матчах і відзначився 9 м'ячами.
У вересні 2020 року став гравцем словацької команди ДАК 1904. За два неповних сезони в новому клубі провів 30 ігор у Фортуна лі́зі і забив 4 голи. У 2022 році перебував у короткочасній оренді в ізраїльському «Маккабі» (Петах-Тіква), але по закінченню терміну оренди повернувся до ДАКу 1904.
23 вересня 2022 року підписав річний контракт із єрусалимським «Бейтаром» із ізраїльської Прем'єр-ліги. У новому колективі склав ударний тандем із колумбійцем Данило Аспрільєю. Усього на свій рахунок у сезоні 2022/23 записав 15 голів у 27 матчах за «Бейтар».
У серпні 2023 року перейшов до нідерландського «Геренвену». Контракт був заключений терміном на 3 роки й обійшовся нападник голландському клубові в 1,3 мільйона євро.
25 червня 2025 року перейшов до клубу «Маккабі» (Тель-Авів).

## Виступи за збірні
У 2016 році дебютував у складі юнацької збірної Молдови (U-19), загалом на юнацькому рівні взяв участь у 2 іграх.
З 2018 року залучався до складу молодіжної збірної Молдови. На молодіжному рівні зіграв в одному офіційному матчі.
8 вересня 2018 року у двадцятирічному віці дебютував в офіційних матчах у складі національної збірної Молдови у грі Ліги націй з Люксембургом (0:4). Перший гол за збірну забив 3 вересня 2020 року також у матчі Ліги націй проти збірної Косово (1:1). 20 червня 2023 року став кращим бомбардиром збірної Молдови в історії (12 м'ячів), оформивши дубль у ворота польської команди.

## Досягнення
- Володар Кубка Білорусі: 2018-19
- Володар Кубка Ізраїлю: 2022-23